# Circondario di Cochem-Zell
Il circondario di Cochem-Zell (targa COC) è un circondario (Landkreis) della Renania-Palatinato, in Germania.

Comprende 3 città e 89 comuni.

Capoluogo e centro maggiore è Cochem.

## Geografia antropica

### Suddivisioni amministrative
Tra parentesi gli abitanti al 31 dicembre 2021, il capoluogo della comunità amministrativa è contrassegnato da un asterisco.
- Verbandsgemeinde Cochem con i comuni:

1. Beilstein (140)
2. Bremm (719)
3. Briedern (353)
4. Bruttig-Fankel (1 085)
5. Cochem, città * (5 199)
6. Dohr (617)
7. Ediger-Eller (890)
8. Ellenz-Poltersdorf (821)
9. Ernst (544)
10. Faid (1 054)
11. Greimersburg (713)
12. Klotten (1 220)
13. Lieg (378)
14. Lütz (270)
15. Mesenich (294)
16. Moselkern (548)
17. Müden (Mosel) (649)
18. Nehren (97)
19. Pommern (398)
20. Senheim (562)
21. Treis-Karden (2 156)
22. Valwig (435)
23. Wirfus (233)

- Verbandsgemeinde Kaisersesch con i comuni:

1. Binningen (702)
2. Brachtendorf (245)
3. Brieden (134)
4. Brohl (348)
5. Dünfus (274)
6. Düngenheim (1 354)
7. Eppenberg (245)
8. Eulgem (198)
9. Forst (Eifel) (380)
10. Gamlen (510)
11. Hambuch (711)
12. Hauroth (330)
13. Illerich (786)
14. Kaifenheim (799)
15. Kail (301)
16. Kaisersesch, città * (3 191)
17. Kalenborn (237)
18. Landkern (949)
19. Laubach (639)
20. Leienkaul (360)
21. Masburg (1 078)
22. Möntenich (121)
23. Müllenbach (648)
24. Roes (481)
25. Urmersbach (452)
26. Zettingen (264)

- Verbandsgemeinde Ulmen con i comuni:

1. Alflen (813)
2. Auderath (646)
3. Bad Bertrich (1 031)
4. Beuren (408)
5. Büchel (1 164)
6. Filz (85)
7. Gevenich (716)
8. Gillenbeuren (254)
9. Kliding (212)
10. Lutzerath (1 479)
11. Schmitt (119)
12. Ulmen, (città) (3 384)
13. Urschmitt (204)
14. Wagenhausen (63)
15. Weiler (288)
16. Wollmerath (205)

- Verbandsgemeinde Zell (Mosel) con i comuni

1. Alf (816)
2. Altlay (445)
3. Altstrimmig (339)
4. Blankenrath (1 672)
5. Briedel (900)
6. Bullay (1 633)
7. Forst (Hunsrück) (64)
8. Grenderich (381)
9. Haserich (207)
10. Hesweiler (116)
11. Liesenich (312)
12. Mittelstrimmig (410)
13. Moritzheim (134)
14. Neef (426)
15. Panzweiler (250)
16. Peterswald-Löffelscheid (713)
17. Pünderich (810)
18. Reidenhausen (164)
19. Sankt Aldegund (559)
20. Schauren (425)
21. Sosberg (164)
22. Tellig (293)
23. Walhausen (233)
24. Zell (Mosel), città * (4 086)